# Гутрум II
Гутрум II — король Восточной Англии в 902—917/918 годах.

## Эпоха
После смерти в 890 году Гутрума I его преемник Эохрик попытался проводить политику великого предшественника. Так, после смерти в 899 или 900 году короля Альфреда Великого Эохрик поддержал альтернативного кандидата на трон Уэссекса Этельвольда. Признав последнего законным королём, Эохрик вторгся в Уэссекс. После ряда сражений война закончилась: в битве при Холме викинги одержали победу, но Эохрик и Этельвольд погибли. Второй претендент, сын Альфреда Великого Эдуард Старший, желая выиграть время, заплатил викингам серебром.

## Последние викинги Восточной Англии
Преемником погибшего Эохрика был избран Гутрум II. В 906 году Эдуард Старший и Гутрум II подписали мир. Фактически всё правление Гутрума II — это время захвата Уэссеком Восточной Англии.

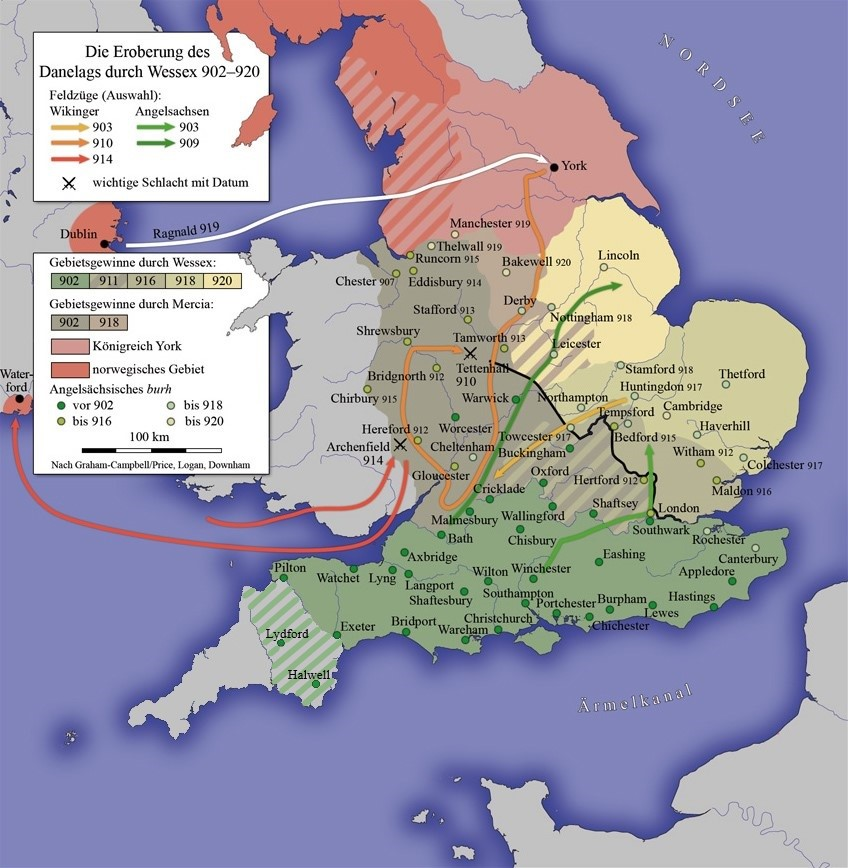
Завоевание Эдуардом Старшим королевств викингов

В 914 (или в 916 году, по данным «Хроники Питерборо») уэссекский король Эдвард Старший подчинил бедфордского ярла Туркетеля (Thurketel). В 915 (или в 917 году, по свидетельству «Хроники Питерборо») уэссекский король взял город под прямое подчинение, выгнав Туркетеля.
В 917 (или в 918 году, как сообщается в «Хронике Питерборо») викинги попытались подобно своим предкам перейти в масштабное наступление по трём направлениям:
1. северная армия из Нортгемптона, Лестера двигалась на Таустер[англ.]
2. другая из Хантингдона на Темпсдорф; эту армию возглавляли Гутрум II, ярлы Тоглос[исп.] и Манн
3. третья пыталась захватить Вигингамер[англ.] в Эссексе.

Распыление сил привело к поражению викингов. В битве при Тепсдорфе погиб и Гутрум II, и оба ярла.
Перейдя в контрнаступление, Эдуард Уэссекский захватил Восточную Англию, Эссекс и восточную часть Мерсии.
Правоведам известен документ именуемый "договор Эдуарда и Гутрума". Но историки считают, что он был создан не во время правления Эдуарда Старшего, а лишь в XI веке архиепископом Йоркским Вульфстаном.

## Комментарии
1. ↑  Ряд учёных сомневается в существовании Гутрума II. Его упоминание в 906 году объясняется ими «возвращением» не умершего в 890 году Гутрума. Однако остальные медиевисты рассматривают Гутрума II как отдельного персонажа[1].